# Pteroplatus fasciatus
Pteroplatus fasciatus är en skalbaggsart som beskrevs av Jean Baptiste Lucien Buquet 1841. Pteroplatus fasciatus ingår i släktet Pteroplatus och familjen långhorningar. Inga underarter finns listade i Catalogue of Life.